# Lucie Vierna

Lucie Vierna in ihrem Heim

Lucie Vierna (vor 1898 – nach 1902) war eine Theaterschauspielerin.

## Leben
Vierna war seit 1898 bühnentätig und hatte bis 1902 kein festes Engagement angenommen, sondern erschien nur als Gast auf hervorragenden Bühnen. Ihr Spiel erregte überall Interesse. Sie verstand es, unterstützt von einer schlanken Figur, weichem, bildungsfähiger Stimme, beredetem Mienenspiel und gediegener Sprechweise, mit einfachen, natürlichen Mitteln zu bewegen und zu rühren.
„Cameliendame“, „Rautendelein“, „Magda“ in Heimat gehörten zu ihren wirkungsvollsten Leistungen.